# 洛斯特埃登 (亞利桑那州)
洛斯特埃登（英語：Lost Eden）是位於美國亞利桑那州可可尼諾縣的一個非建制地區。該地的面積和人口皆未知。

## 地理
洛斯特埃登的座標為34°37′54″N 111°15′40″W / 34.63167°N 111.26111°W，而該地的平均海拔高度為2046米（即6713英尺）。